# Chawki Amari
Pour les articles homonymes, voir Amari (homonymie).
Œuvres principales
Nationale 1, Le Faiseur de Trous, L'Àne Mort
Chawki Amari (en arabe : شوقي عمّاري), né en 1964 à Alger, est un journaliste, caricaturiste, écrivain et acteur algérien. Il publie ses articles et ses caricatures dans La Tribune, puis dans la rubrique « Point Zéro »  du quotidien El Watan.

## Biographie
Chawki Amari naît en 1964 à Alger, où il grandit. Il reçoit une formation de géologue mais se tourne vers le métier de journaliste. En plus d'être chroniqueur et journaliste-reporter, il est aussi caricaturiste et illustrateur.
Le 3 juillet 1996, en pleine guerre civile algérienne, il est emprisonné à la prison de Serkadji pour une caricature « offensant l'emblème national », publiée dans La Tribune. Dans ce dessin, il « traite le drapeau algérien de linge sale » ; pour lui « est-ce que celui qui dit qu’il est sale est celui qui l’a sali ? Non, il faudrait un jour poursuivre en justice tous ceux, au pouvoir ou dans l’opposition, qui ont contribué à le salir ». Il est condamné à trois ans de prison avec sursis. L'année suivante, il s'installe en France.
À la suite d'une chronique de juin 2006, il est condamné (après appel et cassation), conjointement à Omar Belhouchet, rédacteur en chef de El Watan, à deux mois de prison ferme et à une amende de 100 000 DA pour diffamation envers l'ancien wali de Jijel, ce qui entraine une pétition de soutien.
En 2012, Chawki Amari, dans une chronique d'opinion intitulée « Amar Belani le démenteur », reproche au porte-parole du ministère des Affaires étrangères Amar Belani d’être un « démenteur professionnel » sur plusieurs sujets dont celui de l'état de santé du président Abdelaziz Bouteflika.
Chawki Amari est aussi acteur : il a tourné un second rôle dans Les Jours d'avant (réalisé en 2013 par Karim Moussaoui et nommé pour les César 2015) et Fatima (2015), réalisé par Philippe Faucon, qui reçoit le Prix Louis-Delluc (2015) et le César du meilleur film (2016). On le voit ensuite dans le premier long-métrage de Karim Moussaoui, En attendant les hirondelles (2017), lancé à Cannes à Un Certain Regard.

## Œuvres
Chawki Amari a publié trois romans, un récit et des recueils de nouvelles. L'auteur obtient le prix ADELF 2015 qui consacre les écrivains d'expression française.
Ces écrits sont le plus souvent édités aux éditions Chihab et Barzakh :
- De bonnes nouvelles d'Algérie[13] (recueil de nouvelles) en 1998, aux éditions Baleine.
- Lunes Impaires (textes, chroniques et nouvelles) en 2005, aux éditions Chihab.
- Après-Demain (roman) en 2006, aux éditions Chihab.
- Le faiseur de trous (roman) en 2007, aux éditions Barzakh.
- Nationale 1 (récit) en 2008, aux éditions Chihab, qui donne lieu à un documentaire du même nom, de Henri-Jacques Bourgeas, auquel il participe[14].
- À trois degrés vers l'Est (recueil de nouvelles) en 2008, aux éditions Chihab.
- L’âne Mort (roman) en 2014, aux éditions Barzakh[15] obtenant le prix de l'ADELF Afrique méditerranéenne/Maghreb 2015[16],[17].
- Balak (roman) en 2018, aux éditions Barzakh [18].

## Filmographie
- 2013 : Les Jours d'avant de Karim Moussaoui : le père de Yamina
- 2015 : Fatima de Philippe Faucon : l'ex-mari de Fatima
- 2017 : En attendant les hirondelles de Karim Moussaoui : le père d'Aïcha
- 2019 : 143 Rue du Désert de Hassen Ferhani : lui-même